# Jean-Baptiste de Belloy
Jean-Baptiste de Belloy-Morangle (9. října 1709 v Morangles – 10. června 1808 v Paříži) byl francouzský římskokatolický kněz, biskup v diecézi Glandèves (1751–1755), biskup v Marseille (1755–1791) a arcibiskup pařížský (1802–1808). V roce 1803 byl jmenován kardinálem. Byl členem Francouzského senátu, nositelem Řádu čestné legie a vynálezce ručního presovače na kávu.

## Život
Jean-Baptiste de Belloy se narodil v roce 1709 na konci vlády Ludvíka XIV. a nastupující doby regentství ve Francii. V roce 1737 dokončil studium teologie na Pařížské univerzitě. Stal se generálním vikářem v Gèvres a arcijáhnem v tamní katedrále. V roce 1751 byl jmenován biskupem v diecézi Glandèves ve městě Entrevaux a roku 1755 biskupem marseillské diecéze. V červenci 1790 Národní shromáždění rozpustilo diecézi a biskup se odebral do Chambly, kde zůstal během kritických let Francouzské revoluce, a kde kolem roku 1800 vynalezl ruční presovač na kávu.
Když v roce 1801 papež rozhodl, aby francouzští biskupové nabídli své demise pro snazší uzavření konkordátu, Jean-Baptiste de Belloy tak učinil jako první a jeho příklad měl vliv i na ostatní biskupy. Napoleon Bonaparte jej v roce 1802 jmenoval arcibiskupem v Paříži, ačkoliv byl už devadesátiletý. Napoleon byl s jeho činností natolik spokojen, že jej rovněž ve stejném roce jmenoval senátorem. Papež Pius VII. jej dne 17. ledna 1803 jmenoval kardinálem s titulem kardinál-kněz u kostela San Giovanni a Porta Latina. V roce 1804 získal Řád čestné legie a v roce 1808 byl povýšen do šlechtického stavu s titulem hraběte.
Zemřel ve svých 98 letech a byl pohřben v katedrále Notre-Dame.